# Powiat iławecki (Prusy Wschodnie)
Powiat iławecki (niem. Landkreis Preußisch Eylau) – dawny pruski/niemiecki powiat istniejący w latach 1818–1945 w Prusach Wschodnich ze stolicą w Iławce.
W 1945 roku Polsce przypadła południowa połowa powiatu iławeckiego z tzw. Ziem Odzyskanych. Siedziba powiatu Iławka (lub Pruska Iława, niem. Preußisch Eylau, obecnie Bagrationowsk) znalazła się po północnej stronie granicy, w ZSRR. Z polskiej części powiatu iławeckiego utworzono mniejszy powiat iławecki z siedzibą w Górowie Iławeckim, który wszedł w skład nowo utworzonego woj. olsztyńskiego (1946). Powiat przemianowano na powiat górowski z początkiem 1959 roku.